# Птущенко Володимир Олександрович
Володимир Олександрович Птущенко (1930 — ?) — радянський державний діяч, секретар Вінницького обкому КПУ, 1-й секретар Вінницького міського комітету КПРС. Доктор економічних наук.

## Життєпис
Освіта вища.
Член КПРС з 1952 року.
Перебував на відповідальній партійній роботі.
У 1961 — січні 1963 року — завідувач відділу пропаганди і агітації Вінницького обласного комітету КПУ.
17 січня 1963 — грудень 1964 року — секретар Вінницького промислового обласного комітету КПУ з ідеології — завідувач ідеологічного відділу Вінницького промислового обласного комітету КПУ.
У грудні 1964 — 1970 року — завідувач відділу пропаганди і агітації Вінницького обласного комітету КПУ.
У 1970 — січні 1974 року — 1-й секретар Вінницького міського комітету КПУ.
Потім — доцент, професор кафедри політичної економії Вінницького політехнічного інституту.

## Нагороди і звання
- ордени
- медалі